# Dunavecse
Dunavecse es una ciudad y municipio del condado de Bács-Kiskun, en el sur de Hungría.
Los croatas en Hungría llaman a esta ciudad Večica.